# Орлиська
Орлиська (пол. Orliska) — село в Польщі, у гміні Ґожице Тарнобжезького повіту Підкарпатського воєводства.
У 1975-1998 роках село належало до Тарнобжезького воєводства.